# L'Algérie et la République
L'Algérie et la République est un livre du sociologue français Raymond Aron paru en 1958.